# Kroměšín (zámek)
Zámek Kroměšín stával v osadě Kroměšín, místní části Libice nad Doubravou, přibližně 4 km severovýchodně od Chotěboře.

## Historie
První písemná zmínka o tvrzi, která zámku předcházela, pochází z roku 1274. Během husitských válek zanikla. Také ves strádala a po třicetileté válce zde zbyl pouze dvůr, v 18. století připojen k Libici. V průběhu 18. století došlo v areálu dvora k výstavbě zámku, který měl podobu jednopatrové obdélné budovy. Po roce 1948 patřil Státnímu statku Chotěboř a v dalších letech vystřídal ještě několik majitelů. Neudržovaný zámek chátral a nepomohlo ani převzetí soukromou společností v roce 1990. V roce 2005 došlo k jeho zboření. Na místě zámku je dnes louka, v blízkosti se nachází opravená sýpka, která byla součástí hospodářského dvora zámku.